# Maison de Melun
Pour les articles homonymes, voir Melun (homonymie).
La maison de Melun, qui tire son nom de la ville éponyme située en Île-de-France (Seine-et-Marne), est une ancienne famille noble française qui forma de nombreuses branches toutes éteintes.
Les vicomtes de la première maison de Melun sont connus depuis Josselin Ier, vicomte en 998 (et peut-être dès Salon, qui serait son frère aîné, vicomte en 991, 993 ?), et ont engendré, en lignée féminine, la deuxième maison vicomtale de Melun (alias la maison de Chailly).
Les Melun ont donné plusieurs chevaliers croisés. Leur famille a été d'une grande illustration au cours des siècles, a occupé de grandes charges et un haut rang parmi les familles du royaume. Elle a eu de nombreuses possessions et a contracté des alliances avec les maisons d'Artois, de Courtenay et de Dreux, issues de la maison royale de France.
Elle a donné deux grands maîtres de France, trois grands chambellans, un grand bouteiller de France, un maréchal de France, un grand maître des arbalétriers, deux grands maîtres des eaux et forêts, plusieurs généraux, des gouverneurs de provinces, des ambassadeurs, des connétables héréditaires de Flandre et de Normandie, des évêques, des pairs de France, des chevaliers de l'ordre du Saint-Esprit, des chevaliers de l'ordre de la Toison d'or, etc.

## Origines
Les origines des Melun, au Xe siècle, sont très mal connues, et l'historien de Melun Sébastien Rouillard (fin XVIe-1639) comme le Père Anselme, célèbre généalogiste, et l'érudit local Louis Michelin (1765-1841), admettent des vicomtes sans doute mythiques, présentés comme issus du mariage d’Élisabeth Le Riche, fille du seigneur Lisiard Le Riche, avec Aymon de Corbeil : Salon serait déclaré vicomte de Melun en 991 par une charte des archives de l'abbaye Saint-Père de Melun, premier membre donc de la maison de Melun dont le nom soit connu, et il serait le frère aîné de Josselin Ier ; Hervé, vicomte de Melun, vivait en 1030 : mais il semble plus probable qu'il s'agisse en fait d'un comte de Melun ; Manassés serait vicomte de Melun en 1110, époux de Marguerite, fille de Milon II vicomte de Troyes, seigneur de Montlhéry et de Bray ; de plus des confusions peuvent exister avec des vicomtes de Sens du XIIe siècle nommés Manassès, Salon, Guérin/Garin... (et qui constitueraient une branche cadette issue d'Ursion Ier ci-dessous ?). Le chartiste Adolphe Duchalais (1814-1854) et le site MedLands proposent une liste plus assurée quoique lacunaire : 
- Josselin/Goscelin Ier, vicomte de Melun sous le comte Bouchard et sans doute apparenté aux Josselin de Courtenay, tenait rang parmi les grands seigneurs de la cour des rois Hugues Capet et Robert II ; il donna en 998, l'église de Noisy-le-Sec, c'est-à-dire le droit de patronage ou des dixmes, au monastère de Saint-Maur, où quelque temps après il prit l'habit de religieux, & y mourut le 19 mars 998[3] ou après février 1006. Il aurait pour frère Adam, † vers 1031/1032.
- Guillaume Ier, vicomte de Melun vers l'an mil et jusqu'en 1042[3].
- Ursion/Urson Ier, vicomte de Melun nommé dans une charte de l'abbaye de Ferrières de l'an 1070, fl. de 1067 à 1085/1094. Il peut être le père de[3] :
  - Guillaume II ou Ier de Melun, surnommé le Charpentier à cause de sa grande force à combattre ses ennemis, se trouvait avec Godefroy de Bouillon lors de son expédition en Terre sainte en 1098[6] et fut vicomte jusqu'à 1102 au moins. Son frère Gautier Paganus/Payen, fl. 1096, épouse Hodierne.

Un successeur du Charpentier, de nom inconnu et régnant vers 1100-1138, aurait pour fille Mahaut de Melun, femme d'Adam de Chailly qui deviendrait vicomte vers 1138 et règnerait jusque vers 1141. À moins que Mahaut soit plutôt directement la fille du Charpentier, voire sa sœur, fille d'Urson, ce qui ferait commencer le règne de son mari Adam de Chailly bien avant : Mahaut l'aurait alors épousé dès 1080/1090. Adam de Chailly, né vers 1060/1065 et † après 1141, était le fils d'un certain Étienne — sans doute fils lui-même d'un Helduin, et probable cousin d'un autre Étienne fils d'un Josselin ; la femme ou la mère d'Helduin était Hersende, fille d'Athon de Châteaurenard et Courtenay. Tous ces personnages semblent apparentés.
Adam de Chailly avait un frère, Gautier, mari d'Ulgesende et père d'un Hervé et d'un Adam. Plus tard, Adam de Chailly eut une deuxième épouse, Aveline de Corbeil dame d'Yerres, fille de Baudouin du Donjon de Corbeil (à Corbeil ou Soisy-sous-Etiolles) : d'où un fils, Thierry de Chailly sire d'Yerres : Postérité : Le fils d'Adam de Chailly et Mahaut de Melun, Gilles de Chailly, mourut prédécédé avant 1141, et c'est son propre fils Josselin II qui succéda dans la vicomté.

## Branches
La maison de Melun a formé neuf branches principales,,,, :
1. Celle des vicomtes de Melun, comtes de Tancarville, sgrs de Montreuil-Bellay, qui a donné des connétables de Normandie, s'éteignit au commencement du XVe siècle dans la maison d'Harcourt poursuivie par la maison d'Orléans-Longueville[1].
2. Celle des seigneurs d'Antoing, qui a donné des connétables de Flandre et de Hainaut, comtes et Princes d'Epinoy (1545), duc de Joyeuse et Pair de France (1714) dont le dernier mâle était le duc de Joyeuse mort sans enfant en 1724[1].
3. Celle des comtes de Melun, dont le dernier mâle était Louis-Gabriel appelé le vicomte de Melun, lieutenant-général des armées du roi, mort le 21 août 1739, il ne laissa qu'une fille qui s'est mariée au comte de Melun, son cousin germain. mort en 1738, (père de deux filles)[1].
4. Celle des marquis de Richebourg, dont le dernier mâle était Guillaume de Melun, marquis de Richebourg, grand d'Espagne. mort en 1734, père de deux filles[1].
5. Celle des vicomtes de Gand, éteinte en 1572[1].
6. Celle des seigneurs de Cottenes/Cottes en Artois, qui a pour tige Frédéric, bâtard de Jean de Melun, IIIe du nom, seigneur d'Antoing et d'Epinoy, éteinte dans les mâles en 1735 avec Adrien-Frédéric de Melun, dit le marquis de Cottenes, qui ne laissa qu'une fille[1].
7. Celle de La Borde de Normainville, éteinte à la fin du XVIe siècle dans la maison de Champagne-La Suze[1].
8. Celle de Courtery, éteinte en 1565 dans la maison d'Escoubleau de Sourdis[1] par le mariage de Madeleine de Melun de Courtry en 1549 avec François d'Escoubleau de Sourdis : elle était fille de Catherine de Roarthais et de Louis de Melun (lui-même fils de Jeanne Bonnet de La Chapelle-Bertrand et autre Louis de Melun, ce dernier étant le fils de Jean de Melun de Courtery et Marie du Fouilloux rencontrés ci-dessus).
9. Celle des seigneurs de La Loupe, Marcheville et La Salle-lez-Cléry, issue du maréchal Simon puis éteinte à la fin du XIVe siècle dans les Husson[1].

### Branche aînée des vicomtes de Melun (branche 1)
- Josselin II, † vers 1156/1157, x Alpaïs de Marolles, fille de Gui de Villemaur.
- Louis, † après 1183, x Gisèle/Gisle. Sa sœur Aveline épouse Philippe de Nemours-Villebéon.
- Adam II (né vers 1168-† 1220 en Angleterre dans l'expédition du prince Louis), châtelain de Blandy, x Aremburge.
  - Son frère Jean, † 1257, est chanoine de Sens, évêque de Poitiers en 1235 ; leurs frères : Renaud (chanoine de Sens), Guillaume (archidiacre de Sens), et Simon de Melun († 1231, gouverneur de Saint-Quentin ; x Euphémie de Thourotte).
- Guillaume III ou II (vers 1191-† 1221), x Agnès dame de Montreuil-Bellay. Sa sœur Héloïse épouse Jean fils de Guy IV de Garlande de La Houssaye.
- Adam III (vers 1210-† 1250 à Mansourah), sire de Montreuil, 
  - x 1° ~1235 Gertrude : d'où Aliénor/Eléonore de Melun, x 1255 Gautier IV de Nemours sgr. de Villebon et Tournanfuye : leur fille Marguerite épouse Thibaud (II) le Jeune de Bommiers/Baumetz (ce sont les beaux-parents, par leur fille Marguerite de Baumetz, de Jean V de Roucy)
  - x 2° ~1239 Comtesse/Constance de Sancerre dame de La Loupe et Marchéville, fille du Grand-bouteiller Étienne II de Sancerre-St-Brisson, d'où la suite des vicomtes de Melun ci-après.
  - Sa sœur Mathilde de Melun marie en 1230 Anseau V de Traînel, sire de Lézinnes et Voisines, maréchal puis connétable de Champagne.
- Guillaume IV ou III (fils d'Adam III et Comtesse de Sancerre ; † 1278 sans postérité de sa femme Alix de Chacenay, fille de Érard II de Chacenay et veuve de Guigues V de Forez) ; puis son frère cadet Adam IV (vers 1240-† vers 1304/1306), x Jeanne de Sully dame d'Ivoy, Bréviande et (la) Mal(e)voisine à Ivoy-le-Pré, Jars et Maupas/Morogues, fille d'Henri II de Sully et Pétronille de Joigny-Châteaurenard.
  - Leurs frères et sœurs : Simon († 1302 à Courtrai ; sire de La Loupe et Marchéville en Chartrain, maître des Arbalétriers et maréchal de France, x Marie de Meung dame de Cléry-Saint-André : d'où la branche 9 des Melun sires de La Loupe, Marchéville et La Salle, fondue en 1374 dans les Husson, futurs comtes de Tonnerre),
  - Jean (Ier) (vicomte en partie de Melun, sire d'Esprenne(s)-en-Brie/Les Esprunes/Eprunes à Réau et de Châtillon-la-Borde (-le- ou -au-Vicomte), x Isabelle de Montigny, d'où la branche 7 des Melun sires d'Esprenne, La Borde et Normanville, représentée notamment par le malheureux Grand-maître Charles de Melun, seigneur de Nantouillet et des Landes de Canappeville (décapité en 1468), et suivie par la branche 8 des Melun de Courtery, et (?) la branche 10 des Melun d'Esgligny-Le Buignon-Brumetz (ou de Lezay-Le Buignon-Brumetz selon Moréri[2], p. 44),
  - et Jeanne, x Henri Ier de Traînel de Villeneuve ; et Comtesse, abbesse du Lys en 1276-1300.
- Jean Ier (ou II) (vers 1290-1359), fils d'Adam IV, Grand-chambellan, 1er comte de Tancarville en février 1352, x 1° av. 1316 Jeanne, dame héritière de Tancarville et chambellane de Normandie, et 2° 1327 Isabeau d'Antoing d'Epinoy de Sotteghem de Gand (d'où les branches 2 à 6 : voir à l'article princes d'Epinoy).
  - Ses frères et sœurs : Guillaume, archevêque de Sens en 1316-1329 ; Philippe, évêque de Châlons en 1335-1339, archevêque de Sens en 1338-1345 ;
  - Jean, sire de Fontenelles, St-Maurice et Aillant, x Marguerite/Isabelle de Brimeu ;
  - Isabelle, x 1310 Thomas II, seigneur de Bruyères et de Puivert ; et Agnès, † 1315, abbesse de Notre-Dame du Lys.
- Jean II (ou III) (vers 1318/1325-vers 1382), fils de 1° Jeanne de Tancarville, Grand-Chambellan, x vers 1334 Jeanne Crespin du Bec de Varenguebec, connétable de Normandie.
  - Ses frères du 1° lit paternel : Adam, † vers 1362, premier chambellan des rois Jean le Bon et Charles V, ce dernier lui donnant Château-Landon et Mez-le-Maréchal ; Guillaume, archevêque de Sens en 1344-1376 ; Robert, x 1347 Isabelle de Châtenoy (Châtenoy ?).
- Jean III (ou IV), † sans postérité vers 1385 ; et son frère cadet Guillaume V ou IV, † 1415 à Azincourt, premier chambellan de Charles VI, Grand-bouteiller, Grand-maître des Eaux et Forêts, président de la Chambre des Comptes en 1402-1410, x 1390 Jeanne, dame de Semblançay, Parthenay, Châtelaillon, fille de Guillaume VII de Parthenay et de Jeanne de Mathefelon-Durtal. Leur sœur Marguerite épouse 1° Miles Ier (ou X, ou XIII) de Noyers comte de Joigny, et 2° le connétable Robert de Fiennes.
- Marguerite, † av. 1448, fille de Guillaume IV-V, vicomtesse de Melun, comtesse de Tancarville et chambellane de Normandie, dame de Blandy et de Montreuil-Bellay, dame de Varenguebec et connétable de Normandie, dame de Semblançay, Parthenay, Châtelaillon..., transmet ses fiefs à son mari Jacques II d'Harcourt-Montgomery, petit-fils de Jean V comte d'Harcourt, épousé en 1417, et à leur fille Marie d'Harcourt :
- Marie d'Harcourt, † 1464, héritière de la branche 1 (branche aînée des vicomtes de Melun), x 1439 Jean de Dunois comte de Longueville (1403-1468), fils naturel de Louis duc d'Orléans et petit-fils de Charles V : Postérité Orléans-Longueville, dont François de Rothelin ci-dessous, arrière-petit-fils de Dunois et Marie d'Harcourt.

### Branche des seigneurs d'Esprenne, de la Borde et de Normanville (branche 7)
- Jean de Melun, seigneur d'Esprenne (Eprunes) à Réau et de La Borde (3e fils d'Adam III viconte de Melun et de Comtesse de Sancerre) était déjà mort en 1311. De son mariage avec Isabelle de Montigny, il eut : 1) Adam de Melun, seigneur de La Borde dont une fille ; 2) Jean de Melun seigneur d'Esprenne (chanoine de Bourges, doyen d'Auxerre) ; 3) Simon de Melun qui suit, 4) Philippe de Melun dont une fille ; 5) Gilles de Melun sans alliance ; 6) Louis de Melun, dont deux filles[10].
  - Simon de Melun, seigneur de La Borde, vivait en 1333, marié à Marie, il eut : 1) Gilles, mort sans postérité en 1367 ; et Jean qui suit[10].
    - Jean de Melun, seigneur de La Borde et de Courtery, vivait en 1367. Marié à Anne de Guerchy dont: 1) Jean qui suit ; 2) Philippe, ambassadeur en Angleterre en 1393, mort sans enfants après 1414 ; Agnès, dame d'Esprenne, mariée à Pierre II de Courtenay, seigneur de Champignelles et de Saint-Brisson[10].
      - Jean de Melun le Brun, seigneur de La Borde et de Dannemois, chambellan du roi, vivant en 1421. Marié à Isabeau de Savoisy, dame de la Motte-St-Florentin (cf. Egligny : la Motte-St-Florentin) et sœur de Charles, dont : 1) Philippe qui suit ; 2) Louis de Melun, archevêque de Sens († 1474) ; 3) Guillaume de Melun seigneur du Mez et du Bugnon, marié en 1438 à Marie de Courcelles dont un fils unique Louis de Melun, mort après 1508, Grand-archidiacre de Sens, abbé de Ste-Colombe en 1486, qui vend Le Bignon à Morelet du Museau en mars 1500) ; 4) Charles de Melun, bailli de Melun, gouverneur du château d'Usson, décapité en avril 1468 sur ordre de Louis XI pour trahison après avoir laissé échapper Antoine de Châteauneuf/de Castelnau, seigneur du Lau, prisonnier à Usson. Il fut le père d'Antoine de Melun, seigneur du Bourron, bailli de Melun († 1487) et de Jeanne ; 5) Louis de Melun († vers 1467/1472), seigneur d'Esgligny, nommé avant ses frères dans le partage des biens de son père (souche de la branche 10 ?) ; 6) Jean de Melun  seigneur de Courtry (souche de la branche 8 par son union en 1457 avec Marie du Fouilloux[10]).
        - Philippe de Melun, † 1476[11], seigneur de de La Borde, de la Mothe-Saint-Eraye etc., conseiller et chambellan du roi, gouverneur de Brie, capitaine de Provins en 1428  puis de la Grosse Tour de Bourges en 1435, maître et enquêteur des eaux et forêts de France, de Champagne et de Brie en 1435, capitaine de la Bastille de 1462 jusqu'à sa mort en 1464. ; entre 1422 et 1435, ses biens furent confisqués par le duc de Bedford ; marié 1° à Jeanne de Nantouillet en 1412 puis 2° à Jeanne de Torsay de Lezay dont il n'eut pas d'enfants. Il eut de son 1er mariage 1) Charles qui suit ; 2) Louis de Melun, † 1483, évêque de Meaux 3) Antoine de Melun, seigneur de Nantouillet ; 4) Jean de Melun, seigneur de La Borde, vivant en 1482[10] (souche de la branche 10 ?) ; 5) Prégente de Melun dame d'honneur de la reine Marie mariée à Pierre de Courcelles en 1436.
          - Charles de Melun, Grand-maître de France, seigneur de Nantouillet, Normanville, Lumigny, Champigny etc., bailli de Melun, de Sens et d'Evreux, gouverneur de Paris et de la Bastille (1466), décapité (comme son oncle homonyme le capitaine d'Usson ci-dessus) en août 1468 au Petit-Andely sur ordre de Louis XI, pour ses liens supposés avec la Ligue du Bien public ; marié 1° en 1453 à Anne-Philippe de La Rochefoucauld puis 2° en 1465 (sans postérité) à Philippa de Montmorency. Dont du premier mariage : 1) Louis, qui suit ; 2) Aréthuse de Melun († 1526), x 1° Arnaud de Vandières, et 2° Olivier de La Chapelle-Rainsouin ; 3) Ambroise de Melun, x 1480 Hardouin de Maillé ; 4) Louise de Melun, vivante en 1489[10].
            - Louis de Melun, seigneur de Normanville, marié 1° à Yvonne Sanguin (sans postérité) et 2° à Michelle de La Place d'où 1) Adrien de Melun, seigneur de Normanville, échanson du roi, bailli de Mantes, mort sans postérité de Marguerite de Vieuxpont ; 2) Charles de Melun, qui suit ; 3) Marie de Melun († 1548), prieure du Paraclet (avec intérim de l'abbatiat) ;  4) Prégente de Melun, x 1525 Jean de Saint-Germain, seigneur de Rouverou[10].
              - Charles de Melun, seigneur Normanville et Lumigny, vivant en 1565, marié à Marie de Luré dont il eut pour fille unique Madeleine de Melun, dame de Normanville et Lumigny, x 1° 1572 à son cousin Louis Ier de Champagne comte de La Suze et x 2° Haimon de Mailloc de Saint-Denis[10].

## Famille de Melun, seigneursdu Buignonet deBrumetz(éteinte en 1888) (branche 10?)
À la mort du comte de Melun, prince d'Epinoy, en 1738, on crut qu'il ne restait de mâle de la maison que le vicomte de Melun, son oncle et beau-père, et à la mort de ce dernier, en 1739, on considéra la maison de Melun comme éteinte.
Au début du XIXe siècle, deux généalogistes (Jean-Baptiste-Pierre-Jullien Courcelles et Nicolas Viton de Saint-Allais ont rattaché à la maison de Melun la famille de Melun, seigneurs du Buignon et de Brumetz (éteinte en 1888), en établissant le point de jonction à Louis de Melun seigneur d'Esgligny en partie, Grez et Chantecler à Vimpel, un frère cadet du capitaine d'Usson Charles de Melun, et un oncle du grand maître Charles.
Cette famille n'apparaissait pas dans les généalogies de la maison de Melun rédigées au XVIIIe siècle, notamment par Le Père Anselme dans son Histoire généalogique et chronologique de la maison royale de France, des pairs, grands officiers de la Couronne (1726) ou par Louis Moréri dans son Grand Dictionnaire historique (1740)
En 1882, Louis de La Roque écrit : « La jonction des représentants actuels de la maison de Melun à la souche n'est pas établie par des documents absolument explicites; mais on ne peut guère cependant élever des doutes sur leur origine. Voici sur quels points porte la difficulté: Le rameau actuel prouve sa filiation en remontant jusqu'à Antoine de Melun, écuyer, qui en 1481, était en possession des fiefs d'Esgligny-sur-Seine et de Chantecler, ayant appartenu à Louis de Melun. mort entre les années 1467 et 1472. La filiation ascendante de ce Louis de Melun est parfaitement établie par une quantité d'actes, et entre autres par un partage de l'année 1447, où sont mentionnés ses frères, et qui lui attribue la huitième partie d'Esgligny-sur-Seine, en Brie, la terre de Grez en Gâtinais, et le fief de Chantecler, paroisse de Vimpel. Antoine est-il le fils de Louis et son fils légitime? Aucun doute ne se serait probablement élevé à ce sujet si l'on ne connaissait le testament de Louis de Melun, de l'année 1467. Par cet acte, Louis nomme pour ses exécuteurs testamentaires son frère Philippe de Melun, chevalier, seigneur de la Borde-le-Vicomte, et Jean de Melun son fils naturel légitimé, et ajoute : « et pour ce que, à ma requeste et de mon consentement ledit Jean de Melun, mon fils naturel, a esté légitimé par le Roy, je, en tant que besoin et mestierest parcestuy présent mon testament ay ladite légitimation omologuée, approuvée, consentie et ratiftiée et icelluy mon fils ay voulu, consenti et déclairé, vieulx consens et déclaire mon fils naturel et légitimé, et icelluy vieulx et consens qu'il recueille ma totale succession comme mon vray fils et héritier ». Il semble résulter de ce testament que Louis de Melun n'avait pas de fils légitime en 1467. Antoine ne peut pas être né postérieurement à cette date puisqu'il agit comme majeur dans une transaction de 1481. Cette transaction est faite entre « nobles hommes Jehan, bastard de Meleun et Anthoine de Meleun, escuyer » ; elle a pour objet la réclamation que faisait Jean, bâtard de Melun, à Antoine des droits de la moitié par indivis des « fiefs, terres et seigneuries de la Môte-Saint-Fleur entin assis à Egligny et Chantecler. » Du rapprochement de ces deux documents on doit conclure: 1° qu'Antoine était fils légitime; 2° qu'il était le plus proche parent légitime en ligne paternelle de Louis de Melun, puisqu'il fut mis en possession de ses domaines, et ces deux points suffisent pour que l'origine d'Antoine et de ses descendants ne puisse pas être sérieusement contestée, du moins au point de vue historique...».
Au sujet de cette famille de Melun, seigneurs du B(u)ignon, de Brumetz, de Maupertuis, Henri Jougla de Morenas écrit en 1948 dans le Grand Armorial de France « Les seigneurs du Buignon et de Brumetz, du nom de Melun, n'établissent pas leur jonction avec aucune des branches précédentes et sont légitimement suspects d'être sortis d'un bâtard de celle des seigneurs de la Borde. Ils furent maintenus dans leur noblesse par arrêt du Conseil du 20 octobre 1668, dans lequel ils déclarent descendre d'Antoine de Melun, seigneur de La Borde, prétendu fils de Charles de Melun, baron des Landes, seigneur de La Borde, Grand-maître de France, et de Philippe de Montmorency, mais cet exposé est contraire aux titres qui prouvent que Charles de Melun n'eut de Philippe de Montmorency qu'un seul fils nommé Louis. Depuis 1668, les de Melun ont changé deux fois d'avis sur leur premier auteur : ils ont d'abord prétendu que ce même Antoine qu'ils avaient cru fils de Charles, grand-maître de France, avait pour père Jean de Melun, seigneur de Courtery, oncle du même Charles; enfin, d'aucun mémoire imprimé en 1742, ce même Antoine est dit fils de Jean, seigneur de la Motte Saint-Florentin, dit la Borde (à Egligny), frère du même Charles. » (Remarque : Louis de Melun, fils unique du Grand-maître Charles, est donné par toutes les génealogies à la suite du Père Anselme comme le fils d'Anne-Philippe de La Rochefoucauld, pas de Philippe de Montmorency).
Cette famille du nom de Melun, seigneurs du Buignon établit sa filiation depuis Antoine de Melun, marié en 1482 à Agnès de Noyen. Elle a donné les rameaux d'Esgligny (éteint en 1731), du Gravon (éteint en 1763) et de Brumetz auquel appartenait Barthélemy de Melun (1684-1727), père d'Adam dit le vicomte de Melun (1730-1797) dont le fils : Anne-Joachim (1785-1849), comte de l'Empire (1811), vicomte de Melun (1819) épousa en 1805 Amélie de Faure dont il eut :
1. Anatole, vicomte de Melun (1807-1888), marié en 1839 à Mlle Van der Cruisse de Waziers, d'où Guillaume (1846-1886) allié à Mlle Wartelle d'Herlincourt et qui ne laissa que deux filles (Mesdames Tardieu de Maleyssie et d'Harcourt).
2. Armand (1807-1877) dont le fils mourut sans alliance en 1872.

Cette famille de Melun s'est éteinte en 1888.

## La Vicomté de Melun après les Melun
À la fin du XVe siècle, la Vicomté de Melun se trouve répartie entre au moins trois mains :
- la branche aînée prolongée par les Longueville (branche 1 : part principale) ;
- et deux rameaux de la branche 7 (parts secondaires de la vicomté) :
  - le rameau du malheureux Grand-maître Charles ci-dessus,
  - et celui du non moins malheureux Charles de Melun, son oncle paternel homonyme, capitaine d'Usson, aussi décapité en 1468, puis son fils Antoine de Melun, † 1487, sire de Bourron (ils avaient hérité des droits du rameau de La Tournelle, issu de Louis de Melun de La Grange et d'Esprenne(s) († vers 1342/1349), un arrière-grand-oncle du capitaine d'Usson Charles)

En 1497, le parlementaire Guy Ier de L'Arbaleste achète la seigneurie de La Borde au Vicomte aux descendants du Grand-maître Charles. Puis son petit-fils Guy II de L'Arbaleste (1515-1570), président à la Chambre des Comptes, achète la part principale de la Vicomté le 29 mars 1541 sur le marquis de Rothelin ci-dessus. À la fin de l'Ancien Régime, Anne-Françoise-Elisabeth de L'Arbaleste (1707-1775) est toujours vicomtesse de Melun.
La part (secondaire) du Grand-maître semble aller vers 1500, aux Montmorency (Anne de Montmorency, connétable de France était le neveu par alliance du Grand-maître dont la 2e femme, épousée en 1465, était Philippe de Montmorency, dame de Vitry-en-Brie et tante du connétable). On trouve ensuite Charles de Montmorency, sans doute l'amiral de Damville (1537-1612, fils cadet d'Anne, sans postérité), puis une petite-fille du connétable, fille d'Henri, Charlotte de Montmorency, vicomtesse de Melun en partie, qui devient duchesse d'Angoulême en épousant en 1591 Charles de Valois. Leur fils Louis (1596-1653) vend cette part en mai 1641 au surintendant Nicolas Fouquet, intendant de la généralité de Paris en 1648, par ailleurs acquéreur de Vaux en février 1641 et de l'Hôtel de la Vicomté à Melun en 1654. Cette part de la Vicomté et Vaux seront ensuite vendus en août 1705 au maréchal de Villars pour devenir le siège de son duché de Villars, puis en août 1764 à César Gabriel de Choiseul-Praslin pour devenir le siège de son duché de Praslin.
La part (secondaire) du capitaine d'Usson Charles, † 1468, et de son fils Antoine de Melun de Bourron, † 1487, va à deux co-acquéreurs par adjudication en août 1500, : Regnault du Chesnay et Olivier de Sallart/Sallard/Salat/Salaert de Doncker, † 1503, Grand-fauconnier de France. Un arrangement de 1502 fait passer entièrement Bourron aux Sallart (Jean et François, fils d'Olivier),, et toute ladite part de la Vicomté aux du Chesnay (après Regnault, on trouve Georges et François du Chesnay/Deschenay comme vicomtes en partie de Melun). Guy II de L'Arbaleste ci-dessus acquiert en 1552 cette part et la joint à la part principale qu'il avait acquise en 1541 de François de Longueville-Rothelin.

## Principales personnalités
- Anne de Melun fondatrice de l'Hôtel-Dieu et des hospitalières de Baugé.
- Anne-Julie-Adélaïde de Melun
- Anne-Marie de Melun
- Adam IV de Melun
- Alexandre Guillaume de Melun (1619-1679) prince d'Épinoy, militaire français.
- Charles de Melun (1420-1468)
- François de Melun, évêque d'Arras en 1509 puis de Thérouanne.
- François Philippe de Melun
- Guillaume Ier de Melun, mort en 1329, archevêque de Sens.
- Guillaume II de Melun, archevêque de Sens.
- Guillaume de Melun (1670 - 1735), militaire flamand, au service de l'Espagne.
- Guillaume III de Melun (1588-1635), connétable héréditaire de Flandre, sénéchal et grand bailli du Hainaut, chevalier de la Toison d'or.
- Jean de Melun (évêque de Poitiers)
- Jean Ier de Melun, grand chambellan de France en 1318.
- Jean II de Melun
- Jean IV de Melun, gouverneur de Gand.
- Louis de Melun (1432-1474), archevêque de Sens.
- Louis Ier de Melun (1673-1704)
- Louis de Melun (Meaux), évêque de Meaux
- Louis II de Melun (1694-1724), prince d'Épinoy, duc de Joyeuse.
- Philippe de Melun, évêque de Châlons puis archevêque de Sens.
- Pierre de Melun (1550-1594), connétable et sénéchal héréditaire de Hainaut, grand maître d'hôtel du gouverneur général des Pays-Bas, grand bailli de la ville et château de Tournai.
- Robert de Melun (mort en 1585), militaire flamand du XVIe siècle. Gouverneur de l'Artois, il a été un des signataires du Compromis des Nobles (1566) et fut l'un des chefs des « Malcontents » avant de prendre le parti de l'Espagne.
- Simon de Melun, maréchal de France.

## Armes
Les armes de la maison de Melun sont : D'azur, à sept besants d'or, 3, 3 et 1, au chef du même.
| Armes pleines de la famille de Melun. | Armes pleines de la famille. |

Les nombreuses branches de la maison de Melun portèrent ces armes avec des variantes.
| Figure                              | Blasonnement |
| ----------------------------------- | --- |
| Certaines branches sont manquantes. | |
| Blason des Melun-Tancarville        | Branche de Tancarville Écartelé : aux 1 et 4, d'azur, à sept besants d'or, 3, 3 et 1 et au chef du même (Melun) ; aux 2 et 3, de gueules, à un écusson d'argent en abîme, accompagné de huit angennes d'or, rangées en orle (Tancarville),. |

## Titres principaux
- vicomte de Melun
- Comte de Tancarville
- comte et prince d'Épinoy
- Marquis de Richebourg
- Marquis de Roubaix
- Vicomte de Gand
- Duc de Joyeuse

## Galerie de portraits

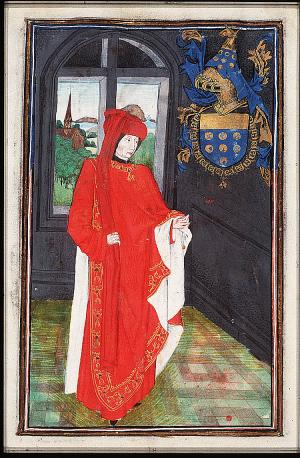
Jean IV de Melun
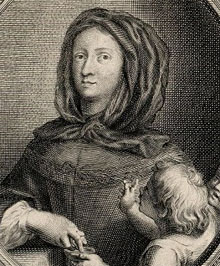
Anne de Melun (1618-1679)
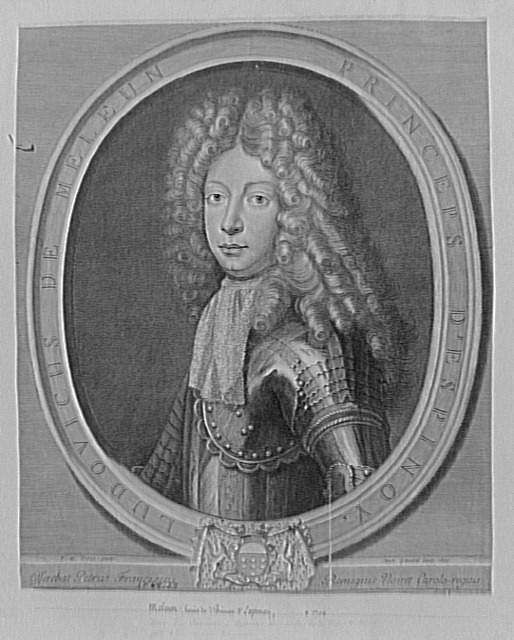
Louis Ier de Melun (1673-1704), prince d'Epinoy

## Châteaux

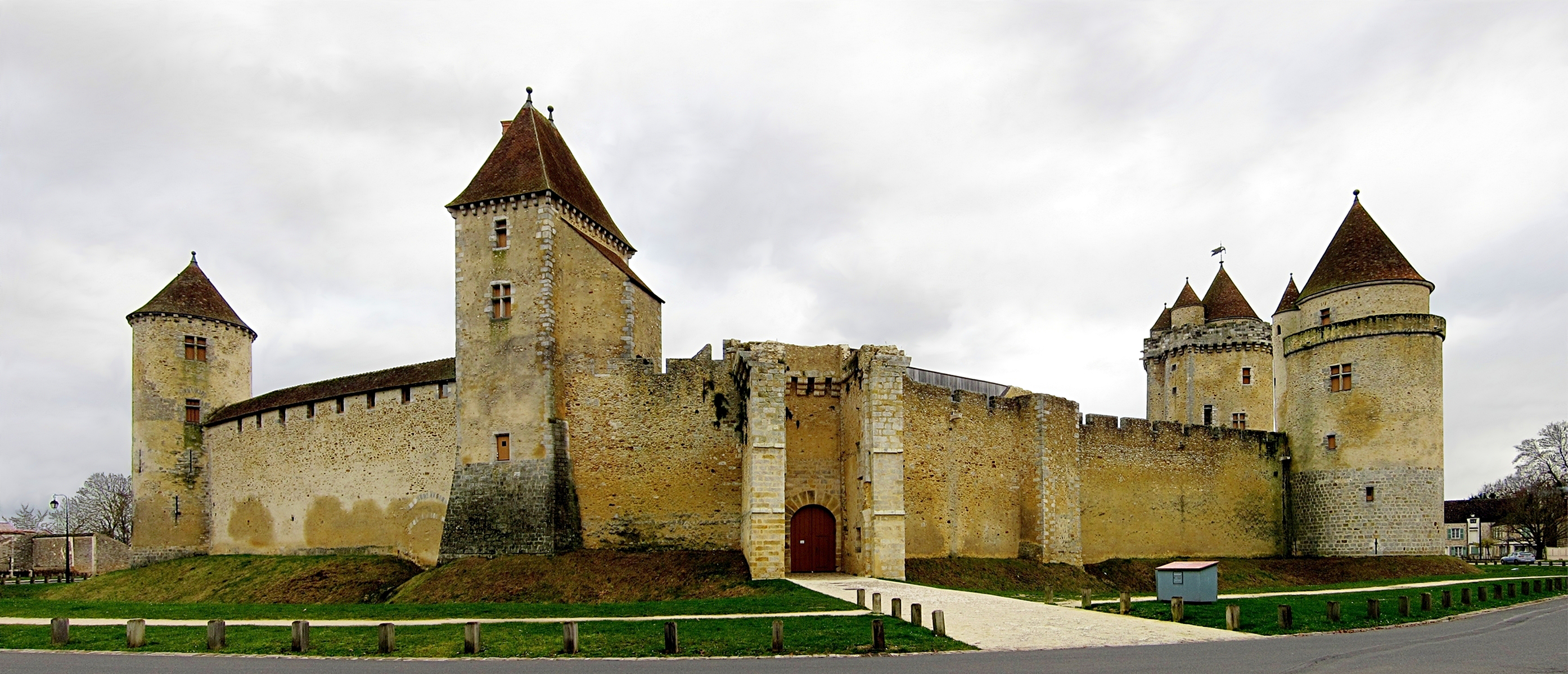
Château de Blandy-les-Tours
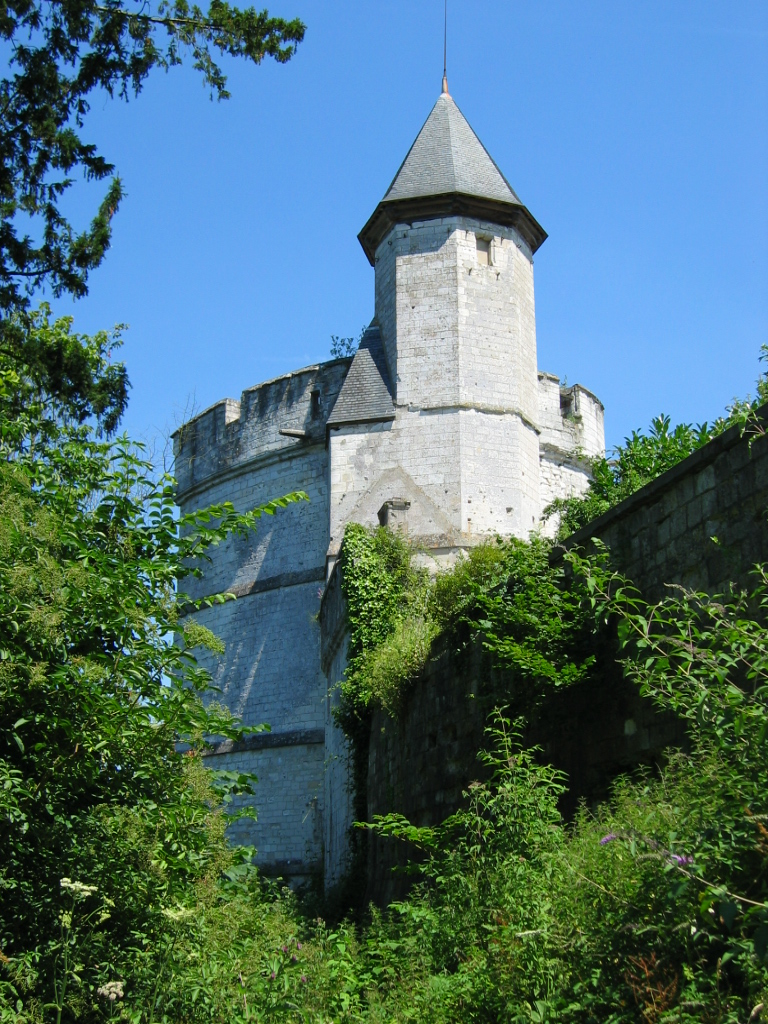
Château de Tancarville
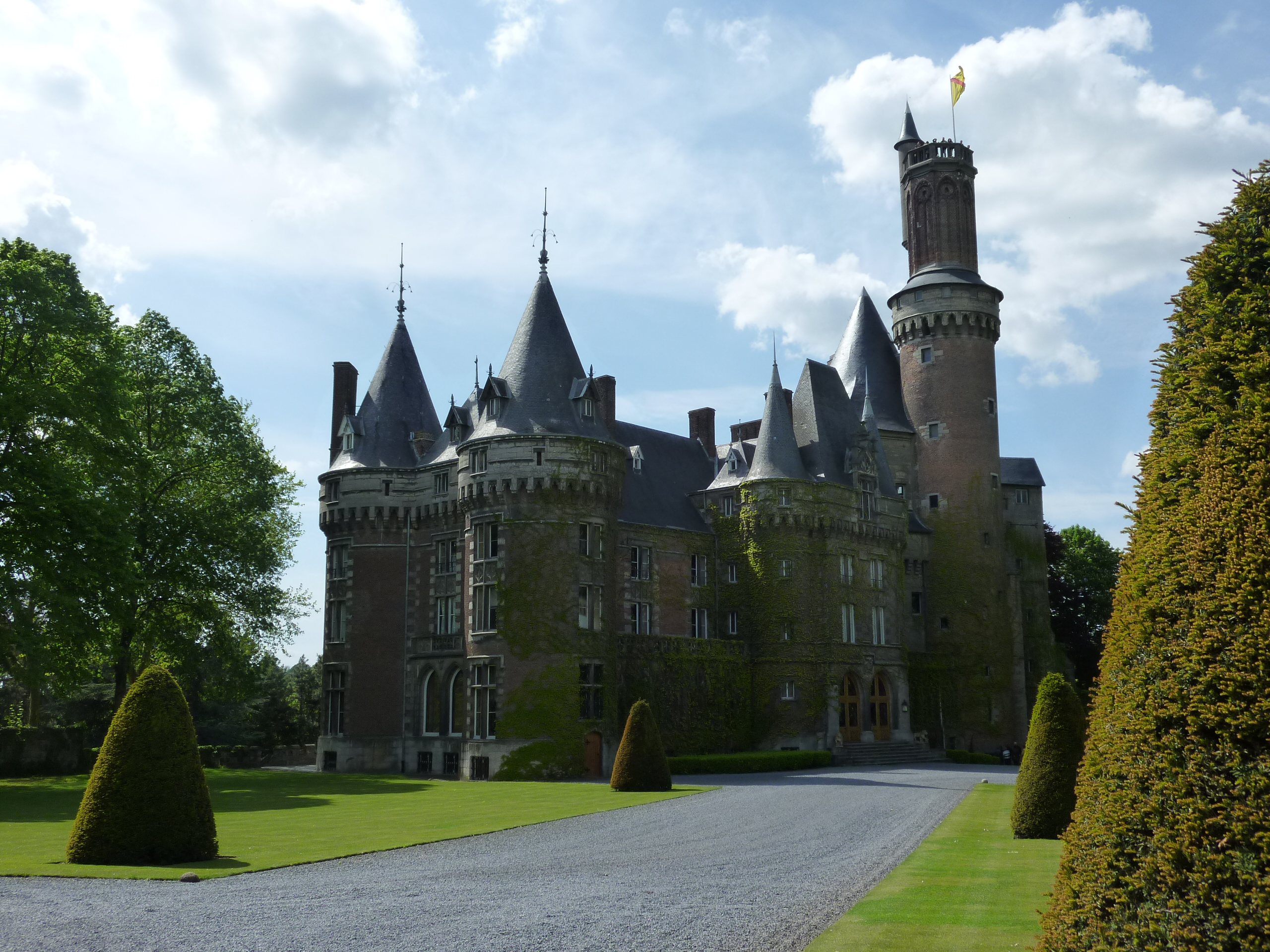
Château d'Antoing
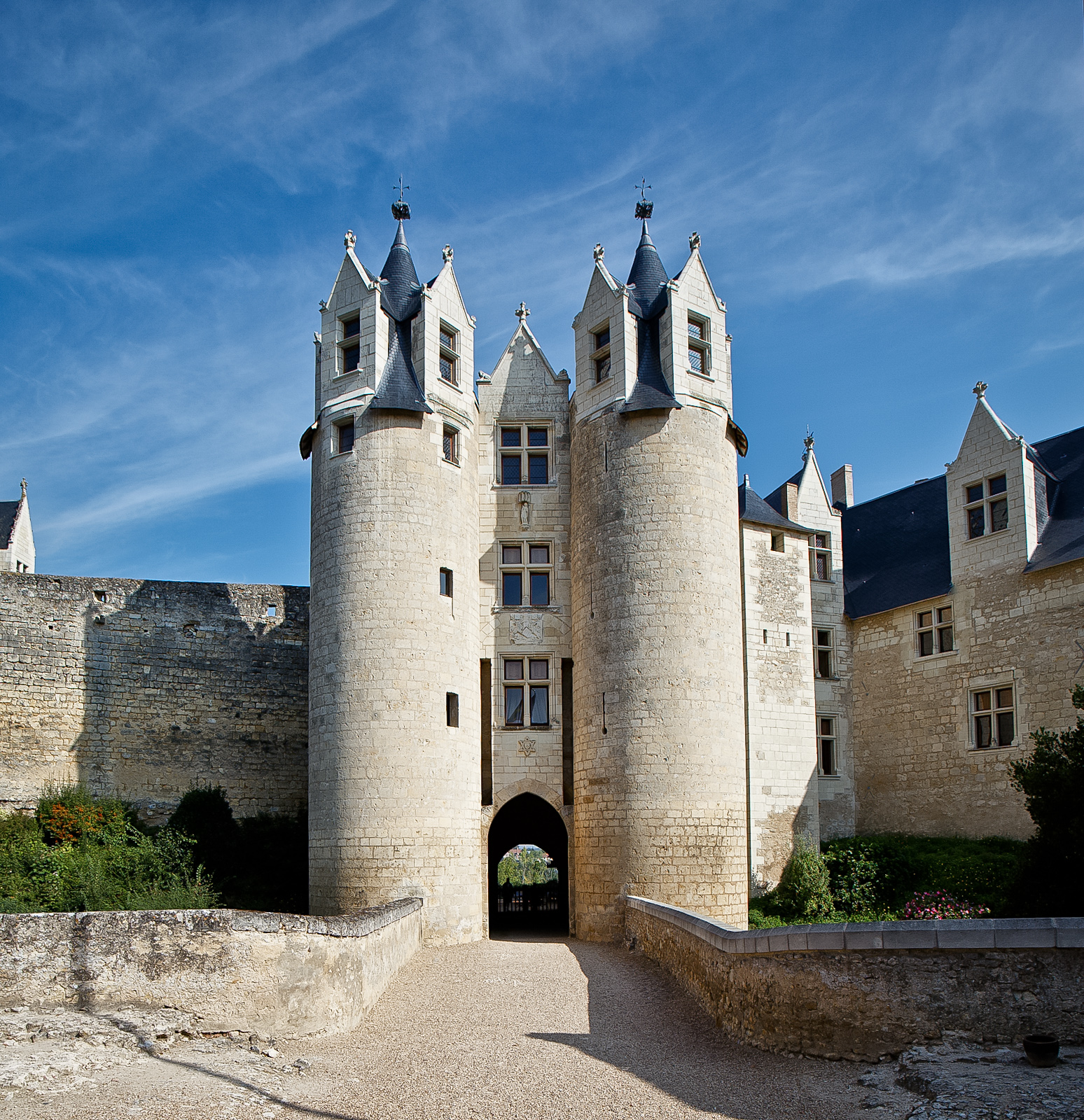
Château de Montreuil-Bellay